# مادة متوهجة

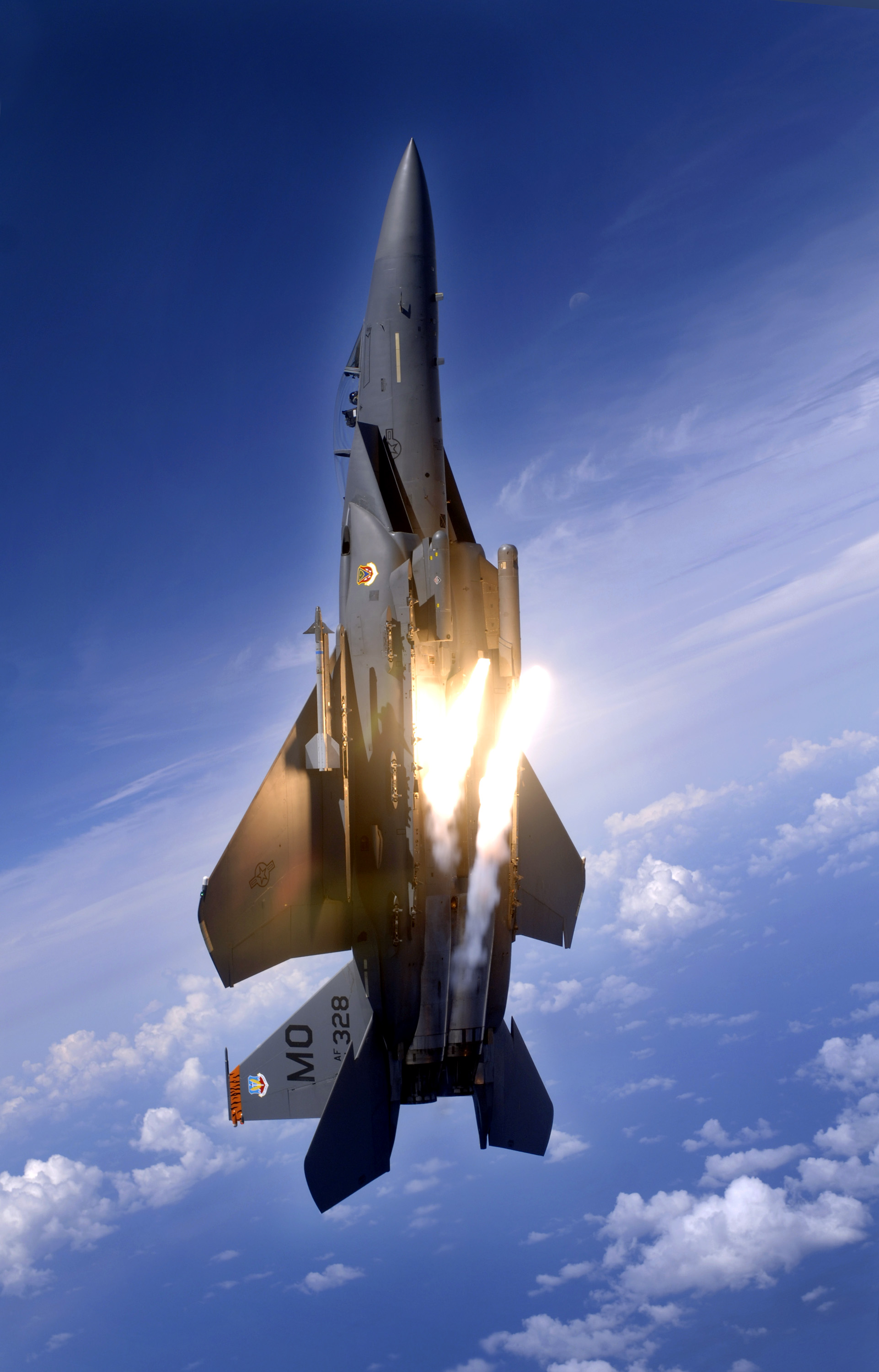
طائرة إف-15إي تطلق مشاعل حرارية خلال تدريب جوي

المواد المتوهّجة هي نوع من المواد المستخدمة في التقانة النارية والتي تعطي ضوءًا ساطعًا أو تنتج حرارة دون حدوث انفجار. تستخدم المواد المتوهجة في العديد من التطبيقات المدنيّة والعسكريّة، مثل مجال الإشارة في الطيران أو الغوص أو في الإضاءة أو للاستغاثة في حالات الطوارئ على متن السفن، بالإضافة إلى تأثيرات الأفلام والحفلات والألعاب النارية.

## التسمية
إن لفظ المواد المتوهّجة (flare) هو لفظ عام يمكن أن تتغيّر فيه التسمية حسب مجال الاختصاص. على سبيل المثال في مجال الطيران تسمّى المقذوفات المتوهّجة من الطائرات العسكرية باسم مشاعل حرارية. عندما تدخل المواد المتوهّجة في تركيب المقذوفات النارية والتي يطلقها مشجعو كرة القدم تدعى شمروخ (ج شماريخ).

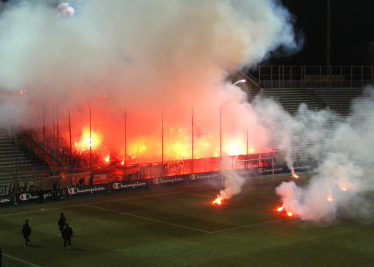
استخدام المقذوفات الناريّة (الشماريخ) في أحداث شغب في ملاعب كرة القدم.

في اللغة الألمانية تدعى المواد المتوهّجة باسم النار البنغالية Bengalisches Feuer.

## التاريخ
إن أقدم سجل يشير إلى استخدام البارود من أجل أغراض الإشارة كان في سنة 1276 من قبل أسرة سونغ الصينية، وذلك عندما سيطر المغول على مدينة يانغتشو. كانت هذه القنابل المضيئة تنفجر في الهواء للإشارة إلى الجنود في الأماكن البعيدة. يرد ذكر قنابل الإشارة في نص آخر يعود إلى سنة 1293، يُطلب فيه جمع هذه القنابل من تشيجيانغ.

## الكيمياء

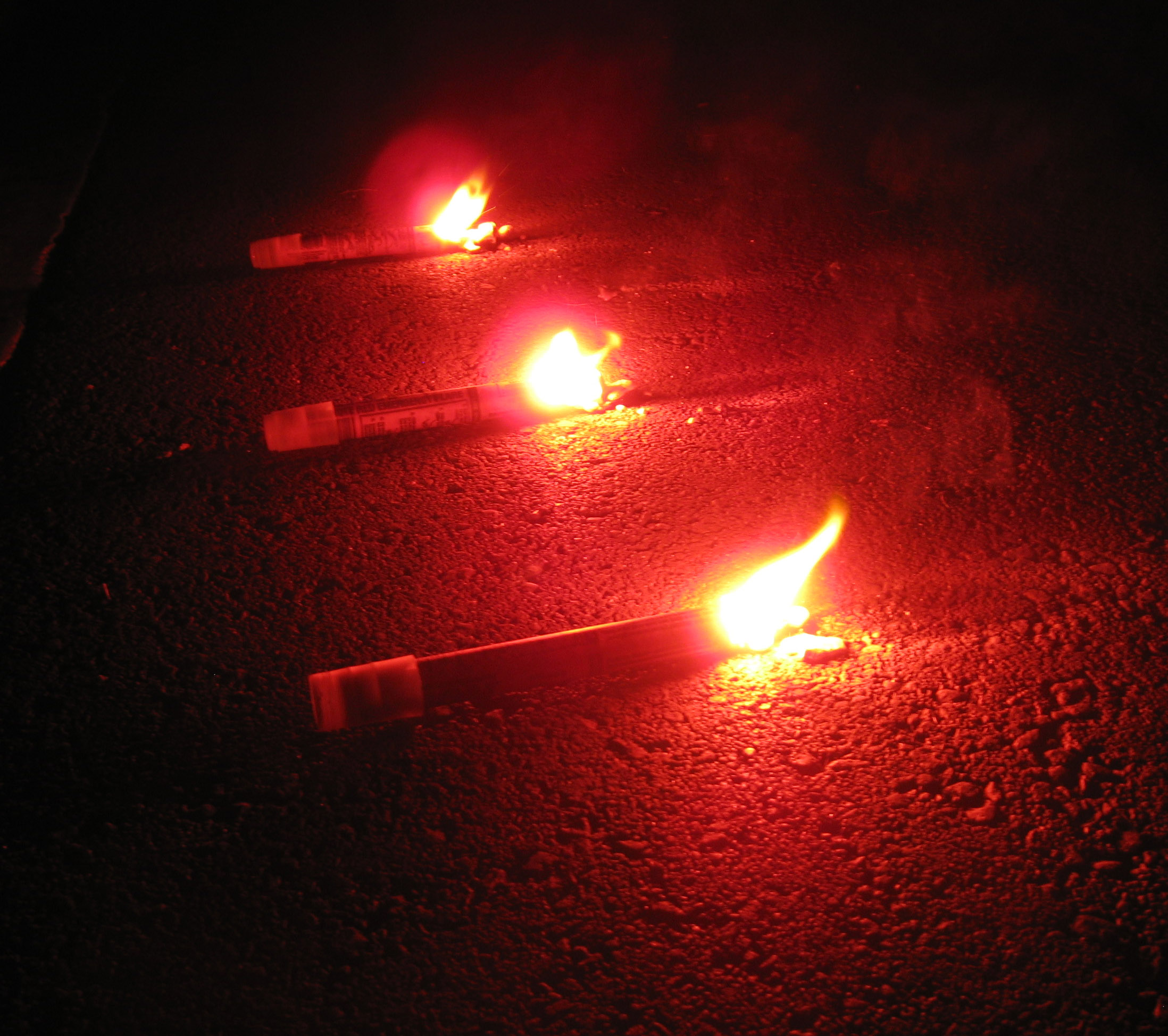
مواد متوهّجة

تصدر المواد المتوهّجة الضوء من خلال احتراق التركيبة النارية داخلها. تختلف المكوّنات من مادة لأخرى كما نختلف النسب. على العموم يمكن أن تحوي هذه المواد نترات السترونتيوم أو نترات البوتاسيوم أو فوق كلورات البوتاسيوم ممزوجة مع وقود مثل الفحم أو الكبريت أو نشارة الخشب أو فلزّات مثل الألومنيوم أو الليثيوم أو المغنسيوم أو مركّبات بوليمرية مناسبة.